# 神田駿
神田 駿（かんだ しゅん、1941年 - ）は、日本の建築家、都市計画家。東京都生まれ。

## 人物・業績
横浜の高校を卒業後アメリカ合衆国の大学に進学。卒業後はシカゴの建築設計事務所に在籍し、いったん帰国の後ハーバード大学デザイン大学院修士課程に進学。修了後から現在までアメリカ合衆国ボストンに在住。
1978年からマサチューセッツ工科大学（MIT）建築・都市計画学科教授。Kanda Associates Architects を主宰。近年はeBUNQA.com を創立。
MITの学生を来日させて各地でジャパンデザインワークショップを開催するなど、日本とアメリカで建築設計、都市デザイン、環境デザイン、まちづくりなどを手がけながら、教育や国際学術交流にも取り組んでいる。具体的な街をフィールドにして学生を教育する手法をとりいれている。
日本での作品には幕張新都心パティオス5住居基本設計、横浜みなとみらい21クイーンモール複合施設基本設計、大阪りんくうタウン再構想案がある。
日本での著書に　『「集合住宅」の再発見』がある。